# Jozef Frans van Oostenrijk

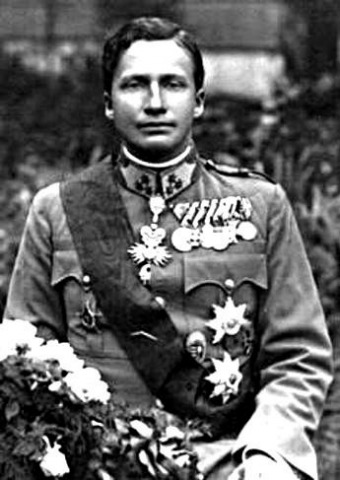
Jozef Frans van Oostenrijk, 1920

Jozef Frans Leopold Anton Ignatius Maria van Oostenrijk (Brünn, 28 maart 1895 - Carcavelos, 25 september 1957) was een Oostenrijkse aartshertog uit het huis Habsburg-Lotharingen.
Hij was de oudste zoon van Jozef August van Oostenrijk (1872-1962) en Augusta Maria Louise van Beieren (1875-1964) die hem beiden overleefden.
Zelf trad hij op 4 oktober 1924 in het huwelijk met Anna Pia Monica van Saksen (1903-1976), de jongste dochter van de laatste koning der Saksen, Frederik August III en diens vrouw Louise van Oostenrijk-Toscane.
Het paar kreeg de volgende kinderen:
- Margarethe (1925-1979)
- Ilona (1927-2011)
- Anna Theresia (1928-1984)
- Jozef Arpád (1933-2017)
- István (1934-2011)
- Maria Kynga (1938)
- Géza (1940)
- Michael (1942)